# Episodi di Ripcord (seconda stagione)
La seconda stagione della serie televisiva Ripcord è andata in onda negli Stati Uniti dal 18 ottobre 1962 al 1963 in syndication.
| nº | Titolo originale               | Prima TV USA     |
| -- | ------------------------------ | ---------------- |
| 1  | Aerial Backfire                | 18 ottobre 1962  |
| 2  | Among Those Missing            | 25 ottobre 1962  |
| 3  | Chute to Kill                  | 1962             |
| 4  | Day of the Hunter              | 1962             |
| 5  | Devil's Canyon                 | 1962             |
| 6  | Expose                         | 1963             |
| 7  | The Final Jump                 | 1963             |
| 8  | Flight for Life                | 1962             |
| 9  | Flight to Terror               | 1963             |
| 10 | A Free Falling Star            | 1963             |
| 11 | Hostage Below                  | 1962             |
| 12 | The Hunter                     | 1962             |
| 13 | Infiltration                   | 1963             |
| 14 | The Inventor                   | 1963             |
| 15 | Jump or Die                    | 1963             |
| 16 | Jump to a Blind Alley          | 1963             |
| 17 | Jump to Freedom                | 1963             |
| 18 | Man on a Mountain              | 1963             |
| 19 | The Last Chapter               | 15 gennaio 1963  |
| 20 | The Losers                     | 27 novembre 1962 |
| 21 | The Lost Ones                  | 1963             |
| 22 | The Lost Tribe                 | 1963             |
| 23 | Million Dollar Drop            | 1963             |
| 24 | The Money Mine                 | 3 gennaio 1963   |
| 25 | Panic at 10,000                | 1963             |
| 26 | Picture of Terror              | 1963             |
| 27 | A Present for Felipe           | 1963             |
| 28 | The Proud Little Man           | 1963             |
| 29 | Race Morgan: Bounty Hunter     | 1963             |
| 30 | Reprisal                       | 1963             |
| 31 | Run, Joby, Run                 | 1963             |
| 32 | Semper Paratus Any Time        | 1963             |
| 33 | The Suicide Club               | 1963             |
| 34 | The Trouble with Denny Collins | 1963             |
| 35 | The Well                       | 1963             |
| 36 | Where Do Elephants Go to Die?  | 1963             |
| 37 | Willie                         | 1963             |
| 38 | Wrong Way Down                 | 1963             |

## Aerial Backfire
- Prima televisiva: 18 ottobre 1962

### Trama
- Guest star: Rex Holman (Fellows), Michel Petit (Billy Jacobi)

## Among Those Missing
- Prima televisiva: 25 ottobre 1962

### Trama
- Guest star: Victor Creatore (vice sceriffo Turner), Gordon Jones (capitano Blacker), Paul Lambert (Sandoe)

## Chute to Kill
- Prima televisiva: 1962

### Trama
- Guest star: Johnny Jacobs (Airshow annunciatore), Jerome Cowan (Stuart Ferris), Joanna Moore (Jill Kelly), Lyle Cameron (Lyle)

## Day of the Hunter
- Prima televisiva: 1962

### Trama
- Guest star: King Calder (John Harland), Karl Swenson (Will Gorman)

## Devil's Canyon
- Prima televisiva: 1962

### Trama
- Guest star: Paul Birch (Bill Dean), Pat Conway (Johnny Bicker), Audrey Dalton (Janice Dean)

## Expose
- Prima televisiva: 1963

### Trama
- Guest star: William Boyett (Gore), Steve Brodie (Allison Hartford)

## The Final Jump
- Prima televisiva: 1963

### Trama
- Guest star: Tim Matheson (David), Morgan Jones (Jeff Kilby), Joan Granville (Doris Thurston), Grant Richards ('Doctor' Partlow)

## Flight for Life
- Prima televisiva: 1962

### Trama
- Guest star: Don Eitner (Milt Clay), Adam Hill Gilbert (Jud Strother), Dayton Lummis (dottor Chapman)

## Flight to Terror
- Prima televisiva: 1963

### Trama
- Guest star: Joe De Santis (Louis Santee), Helena Nash (Mrs. Judita Santee), Al Ruscio (Carlo Minelli)

## A Free Falling Star
- Prima televisiva: 1963

### Trama
- Guest star: Barbara Collentine (Dorothy Bronson), Harry Carey Jr. (Cheyenne Bronson), Sherry Alberoni (Pamela Bronson), Ben Welden (Dan Larch)

## Hostage Below
- Prima televisiva: 1962

### Trama
- Guest star: Richard Eastham (Don Hart), Mikki Jamison (Laurie Hart), Paul Lambert (Dick Kupper)

## The Hunter
- Prima televisiva: 1962

### Trama
- Guest star: Gerald Mohr (Cliff Street), Howard Curtis (uomo), Russ Conway (Scott), Joe Turkel (Bush Pilot)

## Infiltration
- Prima televisiva: 1963

### Trama
- Guest star: Lane Bradford (MacQuarrie), Ric Marlow (Steve Neven), John Zaremba (Harvey Stanton)

## The Inventor
- Prima televisiva: 1963

### Trama
- Guest star: Cheryl Holdridge (Angie Carter), Grandon Rhodes (Dwight Carter)

## Jump or Die
- Prima televisiva: 1963

### Trama
- Guest star: Carl Crow (Steve Brandon), Lurene Tuttle (Helen Brandon), Michael Vandever (Mark Brandon)

## Jump to a Blind Alley
- Prima televisiva: 1963

### Trama
- Guest star: Michael Barrier (Garson), Paul Fix (Josh Parker), James Johnson (Tom Asher)

## Jump to Freedom
- Prima televisiva: 1963

### Trama
- Guest star: Don C. Harvey (Rand), Charles Bronson (Gregor Korvich), John Apone (Andrei), Adam La Zarre (Sergei)

## Man on a Mountain
- Prima televisiva: 1963

### Trama
- Guest star:

## The Last Chapter
- Prima televisiva: 15 gennaio 1963

### Trama
- Guest star: Dolores Faith (Tanya Rovag), Albert Szabo (Herman Witz), John Wengraf (Hans Rovang)

## The Losers
- Prima televisiva: 27 novembre 1962

### Trama
- Guest star: Fred Beir (Ed Sutton), Leo Gordon

## The Lost Ones
- Prima televisiva: 1963

### Trama
- Guest star: Lyle Cameron (Jim's Pilot)

## The Lost Tribe
- Prima televisiva: 1963

### Trama
- Guest star: Douglas Dick (Mike Alberts)

## Million Dollar Drop
- Prima televisiva: 1963

### Trama
- Guest star: Leigh Chapman (Sal), Ken Drake (Hal Lundy), Edward Platt (Jake Miller)

## The Money Mine
- Prima televisiva: 3 gennaio 1963

### Trama
- Guest star: John Bryant (Stuart Langton), Kendrick Huxham (Fred Reynolds), Lee Van Cleef (Jack Martin)

## Panic at 10,000
- Prima televisiva: 1963

### Trama
- Guest star: Ken Drake (Rep Fant), Myron Healey (Sen Gilbert), Ted Knight (assistente/ addetto)

## Picture of Terror
- Prima televisiva: 1963

### Trama
- Guest star: Tyler McVey (Dan Jenkins), Dick Sargent (Frank Webb)

## A Present for Felipe
- Prima televisiva: 1963

### Trama
- Guest star: BarBara Luna (Domi Dias)

## The Proud Little Man
- Prima televisiva: 1963

### Trama
- Guest star: Arthur Peterson (Doc)

## Race Morgan: Bounty Hunter
- Prima televisiva: 1963

### Trama
- Guest star: Earl Hansen (Al Smith), Johnny Seven (Race Morgan), David Tomack (Smith)

## Reprisal
- Prima televisiva: 1963

### Trama
- Guest star: Ed Peck (sceriffo Clanton), Mary Scott (Reba Mason), Howard Wendell (Sam Marks)

## Run, Joby, Run
- Prima televisiva: 1963

### Trama
- Guest star: Carl Crow (Joby Mason), Dani Lynn (Ella Ledbetter), Robert J. Wilke (Samuel Wilson)

## Semper Paratus Any Time
- Prima televisiva: 1963

### Trama
- Guest star: John Gallaudet (Fred), Bryan Russell (Tim), Ward Wood (comandante Condon)

## The Suicide Club
- Prima televisiva: 1963

### Trama
- Guest star: Philip Ober (dottor Ladd), Paul Maxey (Sam Breckridge), Lester Matthews (Hugh Olds), Forrest Taylor (Martin Seims)

## The Trouble with Denny Collins
- Prima televisiva: 1963

### Trama
- Guest star: Lynn Bari (Meg Collins), Peter Helm (Denny Collins)

## The Well
- Prima televisiva: 1963

### Trama
- Guest star: Kathie Browne (Lucy Williams), Lyle Cameron (Johnny Reed), Linden Chiles, William Fawcett (cercatore)

## Where Do Elephants Go to Die?
- Prima televisiva: 1963

### Trama
- Guest star: Alan Reynolds (dottor Newcomb), Lynn Cartwright (Newspaper Reporter), Denver Pyle (Aaron Sparks), Lyle Cameron

## Willie
- Prima televisiva: 1963

### Trama
- Guest star: John Rockwell, Steven Terrell (Nick Lacy), Michael Vandever (Willie Sandstrom), Dawn Wells (Evvie Eden)

## Wrong Way Down
- Prima televisiva: 1963

### Trama
- Guest star: Bill Quinn (Ericson), Sue Randall (Nora Willis)